# غشائية مستبردة
غشائية مستبردة أو غشائية أليفة البرد (بالإنجليزية: Hymenobacter psychrophilus)‏ هي نوع من البكتيريا، سلبية الغرام، تتبع الغشائية.